# Hastings Harrington
Pour les articles homonymes, voir Harrington.
Wilfred Hastings "Arch" Harrington, né le 17 mai 1906 à Maryborough (Queensland) et mort le 17 décembre 1965 à Canberra, est un officier supérieur de la Royal Australian Navy (RAN). Il est First Naval Member and Chief of the Naval Staff de 1962 à 1965.

## Biographie
Fils d'Hubert Ernest Harrington et de son épouse Laura Irene Barton, " Arch " Harrington étudie à la Wychbury Preparatory School de Maryborough.

### Service naval
En 1924, il rejoint le Royal Australian Naval College en tant midshipmant cadet. Il sert pendant la Seconde Guerre mondiale initialement à la tête du sloop HMAS Yarra, dans lequel il participe à des combats au large de la côte de Chatt al-Arab en Irak en mai 1941 et pour lequel il est mentionné dans des dépêches. Pour ses services dans la guerre contre la Perse en août 1941, il reçoit l'Ordre du service distingué. En février 1942, il rejoint le croiseur HMAS Australia en tant qu'officier exécutif, rôle dans lequel il est à nouveau mentionné dans les dépêches, et en juillet 1944, il prend le commandement du destroyer HMAS Quiberon,.
Promu capitaine en 1947, il se voit confier le commandement du destroyer HMAS Warramunga et devient en 1950 Director of Manning at the Navy Office de Melbourne. Il prend le commandement du porte-avions HMAS Sydney en 1955, et après sa promotion au rang de Rear admiral en 1957, il devient flag officer de la zone d'Australie orientale. Il devient ensuite Second Naval Member of the Naval Board en 1958, Flag Officer commanding HM Australian Fleet en 1959 et First Naval Member and Chief of Naval Staff en 1962.

### Famille
En 1945, il épouse Agnes Janet Winser ; le couple a deux fils et deux filles.

### Post service et mort
Harrington est nommé commissaire général pour l'Australie à l'Expo 67, mais meurt à l'hôpital de Canberra en décembre 1965. Le 20 décembre, les cendres du vice-amiral Sir Hastings Harrington sont dispersées depuis le HMAS Vampire au large de Sydney.